# José Manuel Echandi Meza
José Manuel Echandi Meza (San José, 8 de abril de 1964) es un abogado y político costarricense, diputado en la Asamblea Legislativa (2006-2010). Fue Defensor de los Habitantes de la República de Costa Rica, candidato presidencial y a diputado del Partido Unión Nacional para las elecciones de 2006 e igualmente para las elecciones del 2014 por el Partido Avance Nacional de centroderecha, fue candidato a alcalde de San José para las elecciones municipales de 2016 por medio del Partido Integración Nacional.

## Biografía
Nació en el cantón central de San José, el 8 de abril de 1964. Cursó la educación primaria y la media en el Colegio Calasanz, en Montes de Oca.
Para las elecciones nacionales de Costa Rica del año 2006, Echandi había renunciado al Partido Unidad Social Cristiana y resucitado el partido de su tío abuelo el expresidente Mario Echandi Jiménez, el Partido Unión Nacional, por medio del cual fue candidato a presidente de la República y a diputado. Obtuvo menos del 5% de los votos presidenciales pero logró ser diputado para el periodo 2006-2010. Fue acusado por el Comité Ejecutivo del Partido Unión Nacional en el 2007 de enriquecimiento ilícito, cargo que fue desestimado por la Fiscalía General. Fue uno de los diputados más afines al gobierno del presidente Óscar Arias Sánchez, apoyando el TLC con Estados Unidos. En el 2010 apoyó a la candidata liberacionista Laura Chinchilla.
Echandi se inscribió como candidato presidencial y a diputado para el 2014 mediante el partido recién fundado Avance Nacional, obteniendo 3587 votos (0,23 %) y siendo el penúltimo candidato en esa elección, y sin obtener el asiento en el Parlamento. En 2016 fue candidato a alcalde de San José por el Partido Integración Nacional obteniendo el sexto lugar. Posteriormente, acompañó al Dr. Walter Muñoz Céspedes en un intento por llevar al exdiputado por Heredia del Partido Acción Ciudadana, Claudio Monge Pereira, de nuevo a una curul por el PIN, lo cual Monge rechazó reiterando su firme adhesión al PAC. Echandi siguió militando junto a Muñoz durante algunos meses, pero en marzo de 2017 decidió reingresar al PUSC, su antigua agrupación, y apoyar la tendencia del diputado Rafael Ortiz Fábrega.

## Cargos
- Profesor de derecho en la Universidad de San José, Universidad Panamericana, Colegio Justiniano de Derecho y Universidad de las Ciencias y las Artes.
- Director Ejecutivo del Patronato Nacional de la Infancia, entre febrero de 1993 y julio de 1994.
- Gerente General de la Junta de Protección Social de San José, de octubre de 1996 a junio del 2001.
- Vicepresidente de la Corporación Iberoamericana de Loterías y Apuestas Deportivas en el 2001.
- Defensor de los Habitantes de la República, de junio del 2001 a junio del 2005.
- Presidente del Congreso Centroamericano de Defensores, Procuradores y Comisionados de Derechos Humanos en el periodo 2004 a 2005.
- Miembro del Tribunal Supremo de Elecciones durante de 1986 a 1997.
- Delegado Distrital por el Partido Unidad Social Cristiana en 1998.
- Presidente de la Junta Cantonal de San José de 1997 a 1998.
- Candidato a la Presidencia de la República por el Partido Unión Nacional en 2006.
- Diputado de la Asamblea Legislativa de Costa Rica para el periodo 2006-2010.